# بیمارستان عمومی ۲
بیمارستان عمومی ۲ (به کره‌ای: 종합병원 2)(به انگلیسی: General Hospital 2) نام یک مجموعه تلویزیونی پزشکی کره‌ای با بازی لی جه ریونگ، چا تائه هیون، کیم جونگ ایون، ریو سئونگ سو، دو جی وون، لی جونگ وون و ریو جین است. این مجموعه تلویزیونی در ۱۷ قسمت تولید شده که چهارشنبه‌ها و پنجشنبه‌ها ساعت ۲۱:۵۵ از شبکه ام‌بی‌سی کره جنوبی پخش شده‌است. فصل اول این مجموعه تلویزیونی در سال‌های ۱۹۹۴ تا ۱۹۹۶ در ۹۲ قسمت به روی آنتن شبکه ام بی سی کره جنوبی رفته بود.

## خلاصهٔ داستان
جونگ‌ها یون با موفقیت از مدرسه حقوق فارغ التحصیل می‌شود. او می‌خواهد برای کمک به بیماران در پرونده‌های قصور پزشکی، دادستان امور پزشکی شود. به عنوان رزیدنت سال اول به یک بیمارستان عمومی می‌رود تا با مسائل پزشکی آشنا شود. یکی از رزیدنت‌ها مرد جوانی است که در مدرسه پزشکی در کلاس خود نفر آخر شده اما می‌خواهد زندگی مردم را نجات دهد. مجموعه تلویزیونی به روابط این ۲ نفر با یکدیگر و با سایر پزشکان و مسائل بیمارستان می‌پردازد.

## بازیگران
بازیگران اصلی
- لی جه ریونگ در نقش کیم دو هون
- چا تائه هیون در نقش چویی جی سانگ
- کیم جونگ ایون در نقش جونگ‌ها یون
- ریو سئونگ سو در نقش جو یونگ هان
- دو جی وون در نقش سونگ هه سو
- لی جونگ وون در نقش هان کی ته
- ریو جین در نقش بک هیون وو

سایر بازیگران
- گو جون هی در نقش کانگ ایون جی
- یئون هو مین در نقش مین ته هیوک
- کیم جی سانگ در نقش سئو یو نا
- شیم یانگ هونگ در نقش هوانگ جی مان
- کئون مین در نقش پارک جائه یونگ
- یو هیون سو در نقش یو جونگ هون
- کیم بیونگ مان در نقش او بونگ بوم
- کیم سویی در نقش ما سانگ می
- چو کیونگ هوان در نقش جونگ دو یونگ